# عملیات زندانی
عملیات زندانی (به انگلیسی: Operation Inmate) حمله‌ای از سوی ناوگان اقیانوس آرام بریتانیا علیه مواضع ژاپنی‌ها در تالاب چوک در اقیانوس آرام مرکزی در طول جنگ جهانی دوم بود. حملات علیه این جزایر دورافتاده در ۱۴ و ۱۵ ژوئن ۱۹۴۵ به منظور کسب تجربه جنگی برای ناو هواپیمابر اچ‌ام‌اس ایمپلیسبل (آر۸۶) و چندین رزم‌ناو و ناوشکن، پیش از مشارکت آنها در عملیات دشوارتر در خارج از مجمع‌الجزایر ژاپن، انجام شد.
در ۱۴ ژوئن ۱۹۴۵، هواپیماهای بریتانیایی مجموعه‌ای از حملات را علیه مواضع ژاپنی‌ها در تروک انجام دادند. صبح روز بعد، چندین جزیره توسط رزم‌ناوهای بریتانیایی و کانادایی بمباران شد، اگرچه تنها یکی از چهار کشتی جنگی درگیر در این حملات موفقیتی به دست آورد. حملات هوایی بیشتر در بعدازظهر و شب ۱۵ ژوئن و قبل از بازگشت نیروهای متفقین به پایگاه خود انجام شد.
حمله به تالاب چوک برای نیروهای متفقین موفقیت‌آمیز تلقی شد، زیرا کشتی‌ها و واحدهای هوایی در حالی که دو کشته و هفت هواپیما را در نبرد و حوادث از دست دادند، تجربه مفیدی کسب کردند. خسارت به تأسیسات ژاپنی در این جزیره مرجانی که بارها در طول سال‌های ۱۹۴۴ و ۱۹۴۵ مورد حمله قرار گرفته بود، ناچیز بود.